# Teucrium riverae
Teucrium riverae là một loài thực vật có hoa trong họ Hoa môi. Loài này được De la Torre & Alcaraz miêu tả khoa học đầu tiên năm 1992.